# ドレイパー委員会
合衆国の軍事援助計画を研究するための大統領委員会 (Presidents Committee to Study the United States Military Assistance Program)、通称ドレイパー委員会 (Draper Committee) は、ドワイト・D・アイゼンハワー大統領によって1958年11月に設置された超党派の委員会である。米国の相互安全保障計画 (Mutual Security Program, MSP) の軍事援助面における完全に独立、客観的かつ公平な分析を行うことを目的とする。

## 委員
委員会は、以下の者からなる。
- ウィリアム・ドレイパーJr.、メキシカン・ライト&パワー社取締役会長、第二次世界大戦時の少将
- ディロン・アンダーソン、ヒューストンの法律家、元国家安全保障担当大統領補佐官
- ジョゼフ・M・ドッジ、デトロイトの銀行家、元予算局長官
- アルフレッド・マクシミリアン・グランサー、米国赤十字社総裁、元在欧州連合国軍最高司令官
- マークス・レヴァ、ワシントンの法律家、元国防次官
- ジョン・J・マックロイ、ニューヨークの銀行家、元駐独高等弁務官
- ジョージ・C・マギー、ダラスの実業家、元国務次官補
- ジョーゼフ・T・マクナーニー将軍、元在欧州米軍司令官
- アーサー・W・ラドフォード提督、元統合参謀本部議長
- オクラホマの石油事業家ジェームズ・E・ウェブ、元国防次官、元予算局長官